# Плянта (Люблінське воєводство)
Плянта (пол. Planta) — село в Польщі, у гміні Вогинь Радинського повіту Люблінського воєводства. Населення — 189 осіб (2011).

## Історія
У часи входження до складу Російської імперії належало до Радинського повіту Сідлецької губернії.
За даними етнографічної експедиції 1869—1870 років під керівництвом Павла Чубинського, на фільварку Плятна переважно проживали польськомовні римо-католики, меншою мірою — українськомовні греко-католики.
У 1975—1998 роках село належало до Білопідляського воєводства.

## Демографія
Демографічна структура станом на 31 березня 2011 року:
|          | Загалом | Допрацездатний вік | Працездатний вік | Постпрацездатний вік |
| -------- | ------- | ------------------ | ---------------- | -------------------- |
| Чоловіки | 97      | 17                 | 69               | 11                   |
| Жінки    | 92      | 21                 | 51               | 20                   |
| Разом    | 189     | 38                 | 120              | 31                   |